# Бондаренко, Дмитрий Васильевич
Дми́трий Васи́льевич Бондаре́нко (20 мая 1923 — 7 июля 1994) — участник Великой Отечественной войны. Один из полных кавалеров ордена Славы, награждённых в годы войны четырьмя орденами Славы.

## Биография
Бондаренко Дмитрий Васильевич родился 20 мая 1923 года на хуторе Малая Фёдоровка (ныне Красносулинского района Ростовской области) в крестьянской семье. Учился в школе села Зверево. Школу окончил в 1941 году.
23 августа 1941 года Зверевским РВК призван в армию, а в октябре 1941 года направлен на фронт.
В 1943 году окончил школу разведчиков, направлен в 936-й полк 254-й стрелковой дивизии 52-й армии 2-го Украинского фронта.
В январе-феврале 1944 года 936-й стрелковый полк 254-й стрелковой дивизии участвовал в Корсунь-Шевченковской операции.
25 февраля 1944 года за отвагу и мужество, проявленное в ходе операции, Бондаренко был награждён орденом Славы III степени. В наградном листе указанно:

«В боях с немецкими захватчиками проявил мужество и отвагу и умение бить врага. Действуя в разведгруппе по захвату контрольных пленных 3.2.44 в районе деревни Носачев первым, рискуя собственной жизнью, ворвался в траншею противника, гранатами и огнём автомата истребил пришедших в замешательство от неожиданности до 10 фашистов. При отражении контратаки фашистов в районе хутора Ленина 5.2.44 г. смело и решительно отстаивал занятый рубеж, отражая натиск превосходящих сил врага, перебил из автомата 4 солдат и 1 офицера, чем способствовал отражению контратаки частью».— Из наградного листа Д.В. Бондаренко
С марта 1944 года Бондаренко участвовал в Уманско-Ботошанской операции. В ночь с 27 на 28 марта 1944 года его дивизия передовыми отрядами форсировала Прут и захватила небольшой плацдарм, отражала контратаки врага.
При форсировании реки Прут 28 марта 1944 года и в бою за высоту Безымянную 31 марта 1944 года Бондаренко проявил мужество и стойкость, дважды первым поднимался в атаку, увлекая за собой остальных бойцов, уничтожил до 9 румынских солдат.
22 апреля 1944 года за проявленное мужество в Уманско-Ботошанской операции вторично награждён орденом Славы III степени.
5 июня 1944 года ранен.
29 сентября 1944 года Бондаренко награждён орденом Славы II степени за уничтожение в бою севернее города Яссы в мае-июне 1944 года 2 пулемётных точек, одного станкового пулемёта, 18 немецких солдат и пленение ещё 8 солдат.
В январе 1944 года принимал участие в Кировоградской наступательной операции, где в боях за город Хмельник и окрестные населённые пункты проявил инициативу и мужество, способствовал выполнению боевых задач своего подразделения, за что 10 апреля 1945 года был награждён орденом Славы I степени:

«В боях под г. Хмельник 13.01.45 г. под миномётно-пулемётным огнём подполз к пулемётной точке врага и гранатами уничтожил её вместе с расчётом. С фланга мешал продвижению нашей пехоты второй пулемёт противника. Тогда разведчик Бондаренко добровольно вызвался уничтожить его. За короткий промежуток времени пулемёт вместе с расчётом был захвачен.
В районе деревни Першку Бондаренко была поставлена задача уничтожить станковый пулемёт, установленный немцами на чердаке. Пулемёт был уничтожен, деревня взята.

В одном из населенных пунктов им были взяты в плен 3 немецких солдата с ценными документами».— Из наградного листа Д.В. Бондаренко
19 апреля 1945 года дивизия, в которой служил Бондаренко, вышла к Бауцену, но город с ходу взять не удалось. Только 21 апреля 1945 года в результате ожесточённых двухдневных боёв Бауцен был взят.
В ходе сражения за город 21 апреля 1945 года Бондаренко, находясь в боевых порядках стрелкового батальона, отразил атаку противника и спас командира полка, уничтожив группу немецких фаустпатронщиков из 20 человек, забросав их гранатами и расстреляв из автомата.
За мужество и отвагу, проявленные в сражении за город Бауцен, 18 мая 1945 года был награждён Орденом Отечественной войны II степени.
В 1946 году демобилизовался и вернулся в Ростовскую область.
В 1956 году поступил на юридический факультет Ростовского государственного университета. После окончания университета в 1961 году работал юристом в Каменской юридической консультации.
К 40-летию Победы награждён Орденом Отечественной войны I степени.
Умер 7 июля 1994 года в посёлке Глубокий Каменского района Ростовской области.

## Память
В память о Д. В. Бондаренко установлена мемориальная доска на доме, где он жил.